# Румунија на Светском првенству у атлетици у дворани 2014.
Румунија је на 15. Светском првенству у атлетици у дворани 2014. одржаном у Сопоту од 7. до 9. марта учествовала петнаести пут, односно учествовала је на свим првенствима до данас. Румунија је пријавила 11 такмичара (3 мушкарца и 8 жена) али у дисциплини трке на 3.000 метара у стартној листи нема Ancuta Bobocel тако да је репрезентацију Румуније представљало 10 такмичара (3 мушкарца и 7 жена), који су се такмичили у 5 дисциплина (3 мушке и 2 женске).,
На овом првенству Румунија није освојила ниједну медаљу. Остварен је један најбољи национални резултат сезоне.
У табели успешности према броју и пласману такмичара који су учествовали у финалним такмичењима (првих 8 такмичара) Румунија је са једним учесником у финалу делила 33. место са 5 бодова.
| Плас. | Земља    | 1. место | 2. место | 3. место | 4. место | 5. место | 6. место | 7. место | 8. место | Бр. финал. | Бод. |
| ----- | -------- | -------- | -------- | -------- | -------- | -------- | -------- | -------- | -------- | ---------- | ---- |
| =33.  | Румунија | 0        | 0        | 0        | 1        | 0        | 0        | 0        | 0        | 1          | 5    |

## Учесници
| Мушкарци: - Ioan Zaizan — 1.500 м - Михај Донисан — Скок увис - Маријан Опреа — Троскок | Жене: - Аделина Пастор — 4 х 400 м - Alina Andreea Panainte — 4 х 400 м - Sandra Belgyan — 4 х 400 м - Бјанка Разор — 4 х 400 м - Анка Хелтне — Бацање кугле |  |

## Резултати

### Мушкарци
| Атлетичар     | Дисциплина | Лични рекорд | Квалификације                | Квалификације                | Финале               | Финале               | Детаљи |
| Атлетичар     | Дисциплина | Лични рекорд | Резултат                     | Место                        | Резултат             | Место                | Детаљи |
| ------------- | ---------- | ------------ | ---------------------------- | ---------------------------- | -------------------- | -------------------- | ------ |
| Ioan Zaizan   | 1.500 м    | 3:40,30 НР   | Дисквалификован по чл. 163,2 | Дисквалификован по чл. 163,2 | Није се квалификовао | Није се квалификовао |        |
| Михај Донисан | Скок увис  | 2,32         | 2,25                         | 9                            | Није се квалификовао | 9 / 15 (17)          |        |
| Маријан Опреа | Троскок    | 17,74 НР     | 17,02 КВ                     | 1                            | 17,21                | 4 / 12               |        |

### Жене
| Атлетичарка            | Дисциплина   | Лични рекорд | Квалификације | Квалификације | Финале                | Финале  | Детаљи |
| Атлетичарка            | Дисциплина   | Лични рекорд | Резултат      | Место         | Резултат              | Место   | Детаљи |
| ---------------------- | ------------ | ------------ | ------------- | ------------- | --------------------- | ------- | ------ |
| Аделина Пастор         | 4 х 400 м    | 3:30,06 НР   | 3:38,18 НРС   | 4. у гр. 1    | Нису се квалификовале | 8 / 8   |        |
| Alina Andreea Panainte | 4 х 400 м    | 3:30,06 НР   | 3:38,18 НРС   | 4. у гр. 1    | Нису се квалификовале | 8 / 8   |        |
| Sandra Belgyan         | 4 х 400 м    | 3:30,06 НР   | 3:38,18 НРС   | 4. у гр. 1    | Нису се квалификовале | 8 / 8   |        |
| Бјанка Разор           | 4 х 400 м    | 3:30,06 НР   | 3:38,18 НРС   | 4. у гр. 1    | Нису се квалификовале | 8 / 8   |        |
| Camelia Florina Gal*   | 4 х 400 м    | 3:30,06 НР   | 3:38,18 НРС   | 4. у гр. 1    | Нису се квалификовале | 8 / 8   |        |
| Mihaela Nunu*          | 4 х 400 м    | 3:30,06 НР   | 3:38,18 НРС   | 4. у гр. 1    | Нису се квалификовале | 8 / 8   |        |
| Анка Хелтне            | Бацање кугле | 19,90        | 17,35         | 11            | Није се квалификовала | 11 / 19 |        |

- Такмичарке означене звездицом биле су резерве у штафети